# Krzemieniewo
Krzemieniewo (deutsch Feuerstein) ist ein Dorf und Sitz der gleichnamigen Landgemeinde in Polen. Der Ort liegt im Powiat Leszczyński der Wojewodschaft Großpolen.

## Gemeinde
Zur Landgemeinde Krzemieniewo gehören 18 Ortsteile (deutsche Namen bis 1945) mit einem Schulzenamt.
| - Bielawy (Bielawy, 1943–1945 Gersdorf) - Bojanice (Bojanice, 1943–1945 Boyenau) - Brylewo (Brylewo, 1943–1945 Brühlau) - Drobnin (Drobnia, 1943–1945 Schatzdorf) - Garzyn (Garzyn, 1943–1945 Gelsendorf) - Górzno (Gorzno, 1943–1945 Starkenburg) - Hersztupowo (Hersztupowo, 1943–1945 Hermsdorf) - Karchowo (Karchowo, 1943–1945 Karlsrode) - Kociugi (Kociugi, 1943–1945 Hermannsfelde) | - Krzemieniewo (Krzemieniewo, 1939–1945 Feuerstein) - Lubonia (Lubonia, 1943–1945 Liebenau) - Mierzejewo (Mierzejewo, 1943–1945 Maßfeld) - Nowy Belęcin (Belencin Nowy, 1943–1945 Neu-Zedlitzwalde) - Oporowo (Oporowo, 1943–1945 Groß-Trotzen) - Oporówko (Oporowko, 1943–1945 Klein-Trotzen) - Pawłowice (Pawlowitz, 1939–1945 Paulshuben) - Stary Belęcin (Belencin Stary, 1943–1945 Alt-Zedlitzwalde) - Zbytki |

Weitere Ortschaften der Gemeinde sind:
| - Czarny Las - Grabówiec (Grabowiec, 1943–1945 Weißbuchen) - Granicznik - Kałowo | - Mały Dwór - Nadolnik (Nadolnik, 1943–1945 Niederwald) - Wygoda (Wygoda, 1943–1945 Friedenau) |

## Verkehr
Der Bahnhof Krzemieniewo lag an der Bahnstrecke Jarocin–Kąkolewo, die auch in Garzyn einen Bahnhof hatte. Noch betrieben wird der Haltepunkt Pawłowice an der Bahnstrecke Łódź–Forst (Lausitz).